# A Head Full of Dreams (studioalbum av Coldplay)
A Head Full of Dreams är det sjunde studioalbumet av det brittiska rockbandet Coldplay. Albumet släpptes den 4 december 2015 och kom ut ungefär ett och ett halvt år efter dess föregångare, Ghost Stories. Albumet innehåller låtsamarbeten med Tove Lo och Beyoncé, och har producerats av Stargate och Rik Simpson. Andra som på ett eller annat sätt vart med under produktionen är bland andra Noel Gallagher och Avicii. Även Barack Obama är samplad på albumet och kan höras sjunga "Amazing Grace" i låten Kaleidoscope.
För att marknadsföra albumet åkte bandet ut på sin A Head Full of Dreams Tour från mars 2016 till november 2017. Turnén är i skrivande stund[när?] den tredje högst inkomstbringande turnén någonsin.

## Bakgrund
Bandet började jobba på A Head Full of Dreams runt slutet på 2014 efter att ha marknadsfört dess föregångare Ghost Stories sedan det släpptes 16 maj samma år. Man beskrev skillnaden mellan deras kommande album och Ghost Stories som "natt och dag", med tanke på A Head Full of Dreams glada, upbeat sound, i kontrast till dess föregångare som var ett ganska melankoliskt och tillbakadraget album för bandet.

## Låtlista
| 1.           | A Head Full of Dreams                                                | Coldplay, Stargate | 3:43  |
| 2.           | Birds                                                                | Coldplay, Stargate | 3:49  |
| 3.           | Hymn For The Weekend (okrediterat samarbete med Beyoncé)             | Coldplay, Stargate | 4:18  |
| 4.           | Everglow                                                             | Coldplay, Stargate | 4:42  |
| 5.           | Adventure of a Lifetime                                              | Coldplay, Stargate | 4:23  |
| 6.           | Fun (med Tove Lo)                                                    | Coldplay, Stargate | 4:27  |
| 7.           | Kaleidoscope                                                         | Coldplay, Stargate | 1:51  |
| 8.           | Army of One (3:23-6:16 innehåller ett dolt spår, "X Marks The Spot") | Coldplay, Stargate | 6:16  |
| 9.           | Amazing Day                                                          | Coldplay, Stargate | 4:31  |
| 10.          | Colour Spectrum                                                      | Coldplay, Stargate | 1:00  |
| 11.          | Up&Up                                                                | Coldplay, Stargate | 6:45  |
| Total längd: | Total längd:                                                         | Total längd:       | 45:45 |

| 12.          | Miracles     | 3:55  |
| Total längd: | Total längd: | 49:40 |